# Iglesia de Nuestra Señora del Valle (Villafranca de los Barros)

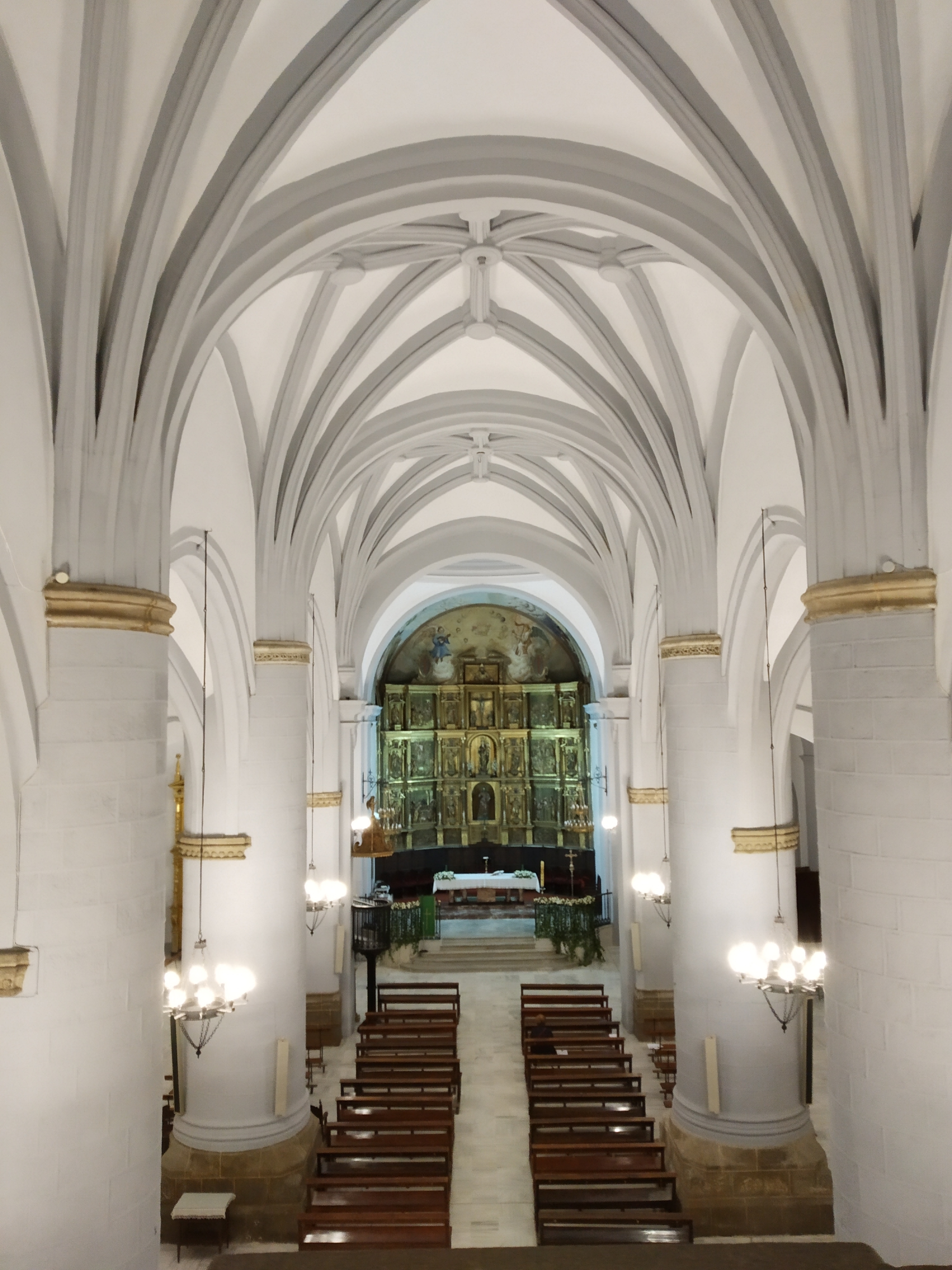
Nave central de la Parroquia de Santa María del Valle

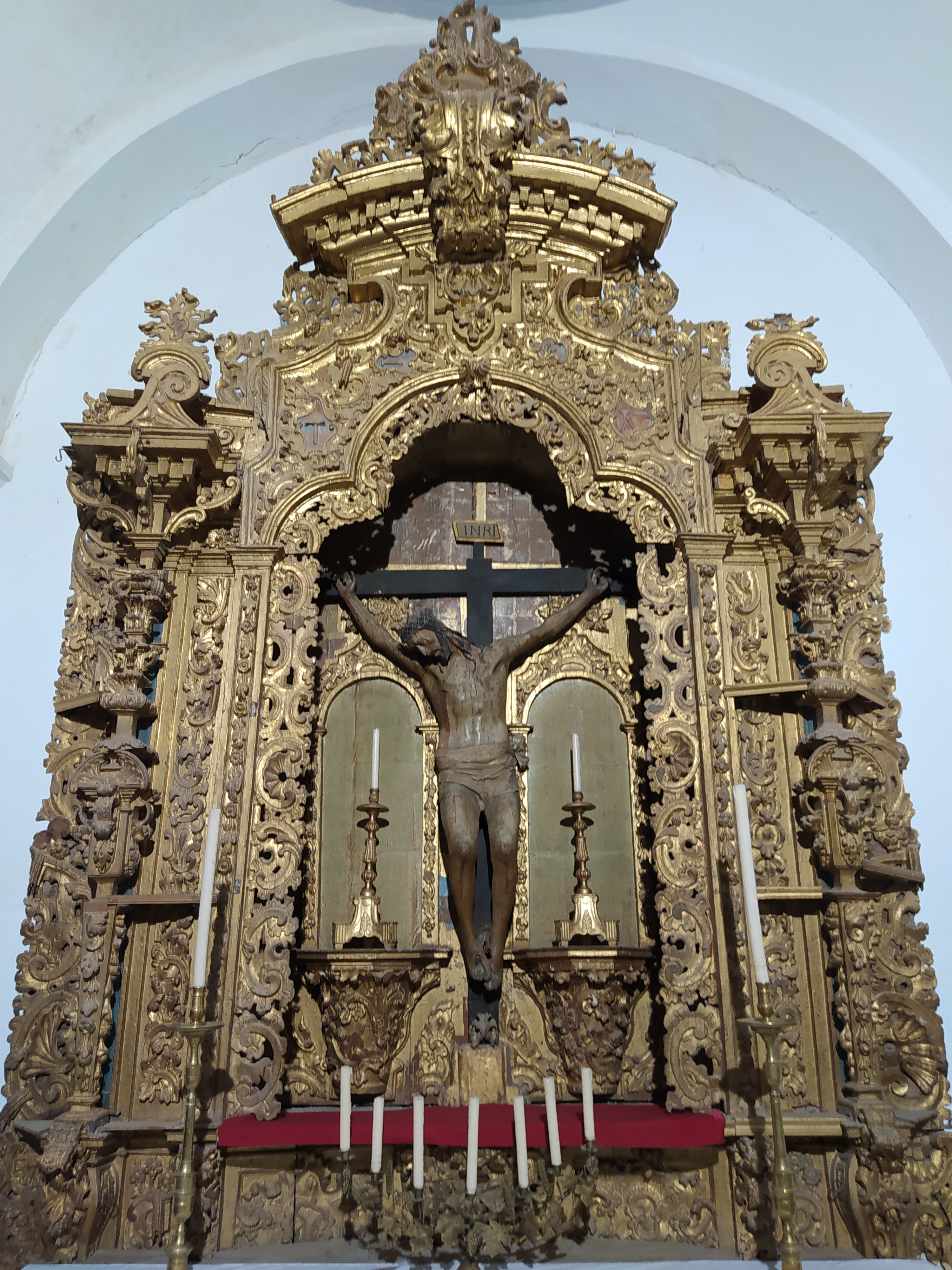
Santísimo Cristo de la Misericordia,. Imagen novohispana

La iglesia parroquial de Nuestra Señora del Valle es un templo católico situado en la localidad española de Villafranca de los Barros, perteneciente a la provincia de Badajoz, en la comunidad autónoma de Extremadura. Tiene orientación este.

## Historia y características
En el templo de Nuestra Señora del Valle se mezclan los estilos gótico y renacentista del siglo XVI con las partes añadidas en los siglos XIX-XX, de carácter barroco e historicista. Particularmente destacable en el mismo son la portada de los pies, el atrio y el retablo mayor.
El origen del templo se sitúa en otro anterior, de dimensiones más modestas, de tres naves y cabecera ochavada con bóveda de crucería y cubierta de madera. A partir de 1508 se inician obras en el edificio, obras que conservarán la cabecera mencionada, pero no el resto del mismo. La práctica totalidad del templo se terminó en 1550, si bien la portada del Perdón o de los pies no se podrá concluir hasta 1574, según una inscripción existente en el sotocoro. La obra fue dirigida por el maestro Andrés de Maeda.
En 1862, debido al mal estado del templo, se sustituyen las tres capillas góticas de la cabecera por una capilla mayor de testero plano y cúpula sobre pechinas y crucero. Además se aumenta la altura de la torre y se añaden seis capillas laterales entre los contrafuertes, al prolongarse estos. También se añaden diversos espacios alrededor de la zona absidal y crucero y del atrio de los pies del templo. En el siglo XX continuarán las reformas. Así, en 1910 se construirán las portadas del evangelio y de la epístola, y en 1912 el chapitel que remata la torre. En 1953 la iglesia se adorna mediante una serie de pinturas murales.
La iglesia se orienta en dirección este y posee tres naves, contando además con capillas situadas en las zonas objeto de ampliación en el siglo XIX. En la planta del templo se aprecian las reformas sufridas en el siglo XIX, apreciándose cómo la planta original alargada se transformó, mediante la adición de capillas, en una de aspecto más cuadrangular. También es perceptible la extraña composición, no simétrica, de la zona absidal y del crucero, que no sobresalen en planta.
La parte más valiosa del inmueble es la correspondiente a la bóveda del sotocoro y a la portada de los pies, que se harían al mismo tiempo, en torno a 1574. Respecto a la portada de los pies, la misma es un conjunto de gran interés, de estilo gótico-renacentista. La torre actual corresponde cronológicamente en su mayor parte a los siglos XIX y XX.
Existe parecido formal en cuanto a la planta original del templo de esta parroquia y la de Los Santos de Maimona, así como entre la portada de los pies del de Villafranca y la misma portada de Azuaga. En las dos fachadas laterales las puertas de entrada corresponden lógicamente al siglo XX.
Una de las partes más destacadas del templo es, tal y como se ha indicado, el atrio de entrada,en el que destaca la bóveda de crucería estrellada con decoración en relieve. Sobre el atrio se localiza el coro.
En el interior del templo se ubican sendas capillas a ambos lados del atrio de entrada, ambas cubiertas por bóveda de crucería de terceletes. Destaca la pila bautismal, del siglo XVI, con decoración figurada en relieve e inscripción. El coro se ilumina por el óculo ya mencionado de la fachada principal.

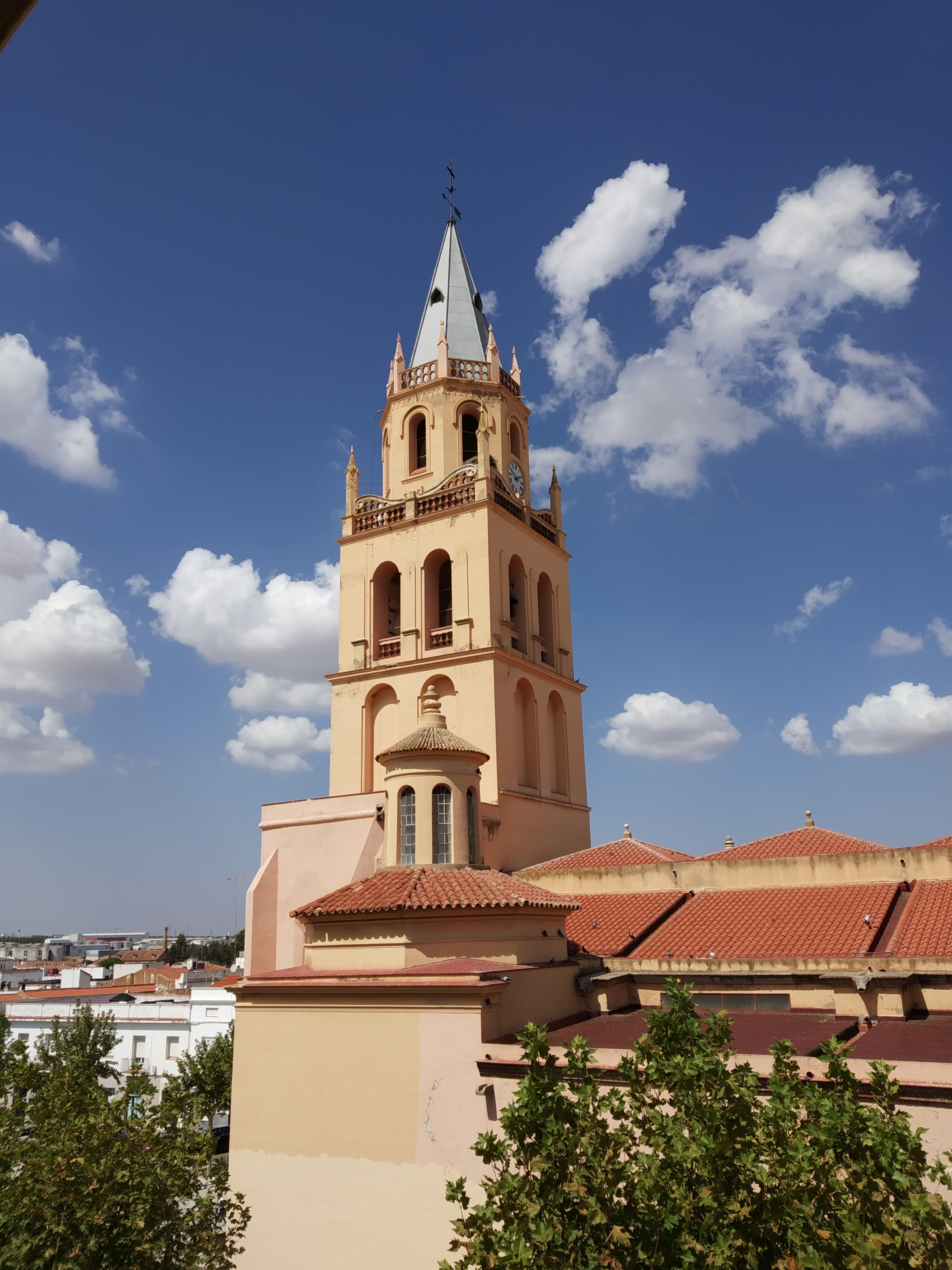
Campanario de Santa María del Valle

Interiormente el templo se divide en tres naves, separadas por gruesos pilares cilíndricos. Las naves se dividen a su vez en tres tramos. A estos tramos hay que sumar el sotocoro y la zona del crucero y absidial. El ábside de la capilla mayor es recto, y delante del mismo se ubica el crucero, sobre el cual se asienta la cúpula con linterna sobre pechinas. Existen una serie de capillas laterales situadas entre los contrafuertes. El sistema de cubrición de la iglesia es de crucería gótica cuatripartita y de terceletes en las tres naves centrales; de terceletes en las dos capillas situadas a los pies del templo a ambos lados de la bóveda; y estrellada en el atrio, originales del siglo XVI, mientras que en el resto se realiza utilizando cúpulas con linternín en su mayor parte; bóvedas de arista y de cañón; y falsas bóvedas de crucería.
Todo el conjunto añadido en el siglo XIX pertenece a los estilos tardobarroco e historicista neogótico.
El templo fue declarado bien de interés cultural en la categoría de monumento el 9 de septiembre de 2014.
Pertenece a la diócesis de Mérida-Badajoz y al arciprestazgo de Villafranca de los Barros

## Retablo Mayor
Obra de Juan de Valencia. El retablo ha sido estudiado por Román Hernández Nieves en la obra: “Retablística de la Baja Extremadura” (Mérida, UNED, 1991). Según este autor el mismo tiene planta ochavada en forma de tríptico, adaptada al ábside original del templo destruido en el siglo XIX. El concejo de la villa encargó su construcción en 1581 a Rodrigo Lucas y Juan de Valencia, de Llerena. Sin embargo, será Valencia quien concierte finalmente el retablo con el Concejo. La obra la comenzaría Juan de Valencia, con Blas de Figueredo y Pedro de Robles. A partir de 1588 continuaría el trabajo Luis Hernández. La pintura y policromía la realizaría Pedro de Torres, concluyéndose el trabajo unos años más tarde. El retablo posee banco, tres cuerpos, tres calles, cuatro entrecalles y ático. Estilísticamente se corresponde con el Renacimiento clásico influido por el romanismo. Respecto a la iconografía, es la siguiente: en el banco escenas de la Pasión de Cristo; los relieves de las calles laterales representan la Natividad, la Circuncisión, la Resurrección, la Ascensión, la Epifanía y el Pentecostés. En la calle central se muestran imágenes de San Marcos y Nuestra Señora del Valle, la Crucifixión y el relieve del Padre Eterno en el ático. En las entrecalles aparecen los apóstoles.

## Capillas

### Lado de la Epístola
- Sagrada Familia y altar de la Virgen de Fátima
- Sagrario
- Virgen de los Dolores y Virgen de Guadalupe
- Cristo de la Misericordia
- Santísima Trinidad
- Virgen de Lourdes

## Bibliografía

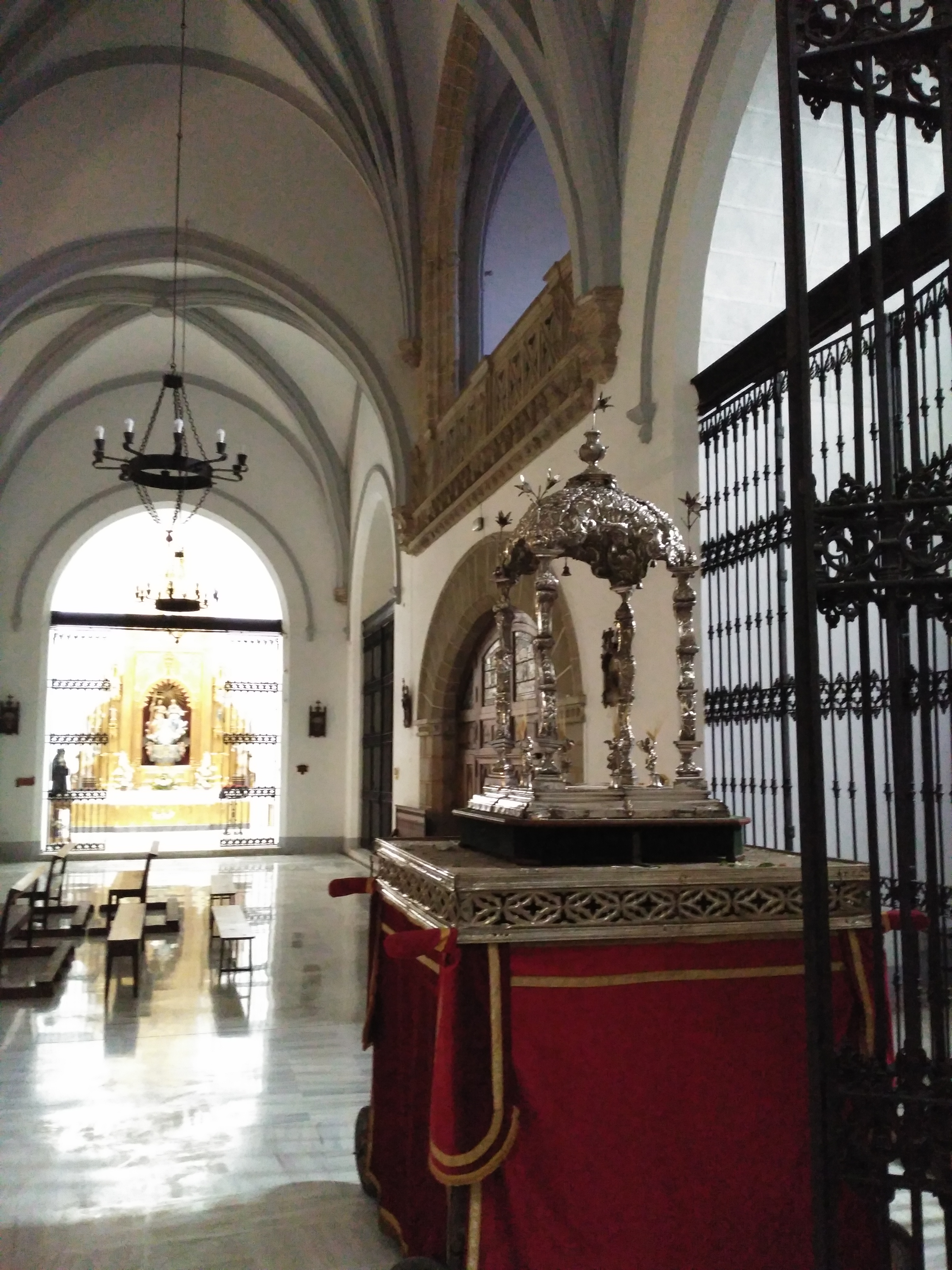
Vista parcial desde una de las naves. En primer plano: Templete y custodia del Corpus Christi. Al fondo: Capilla de la Santísima Trinidad

### Lado del Evangelio

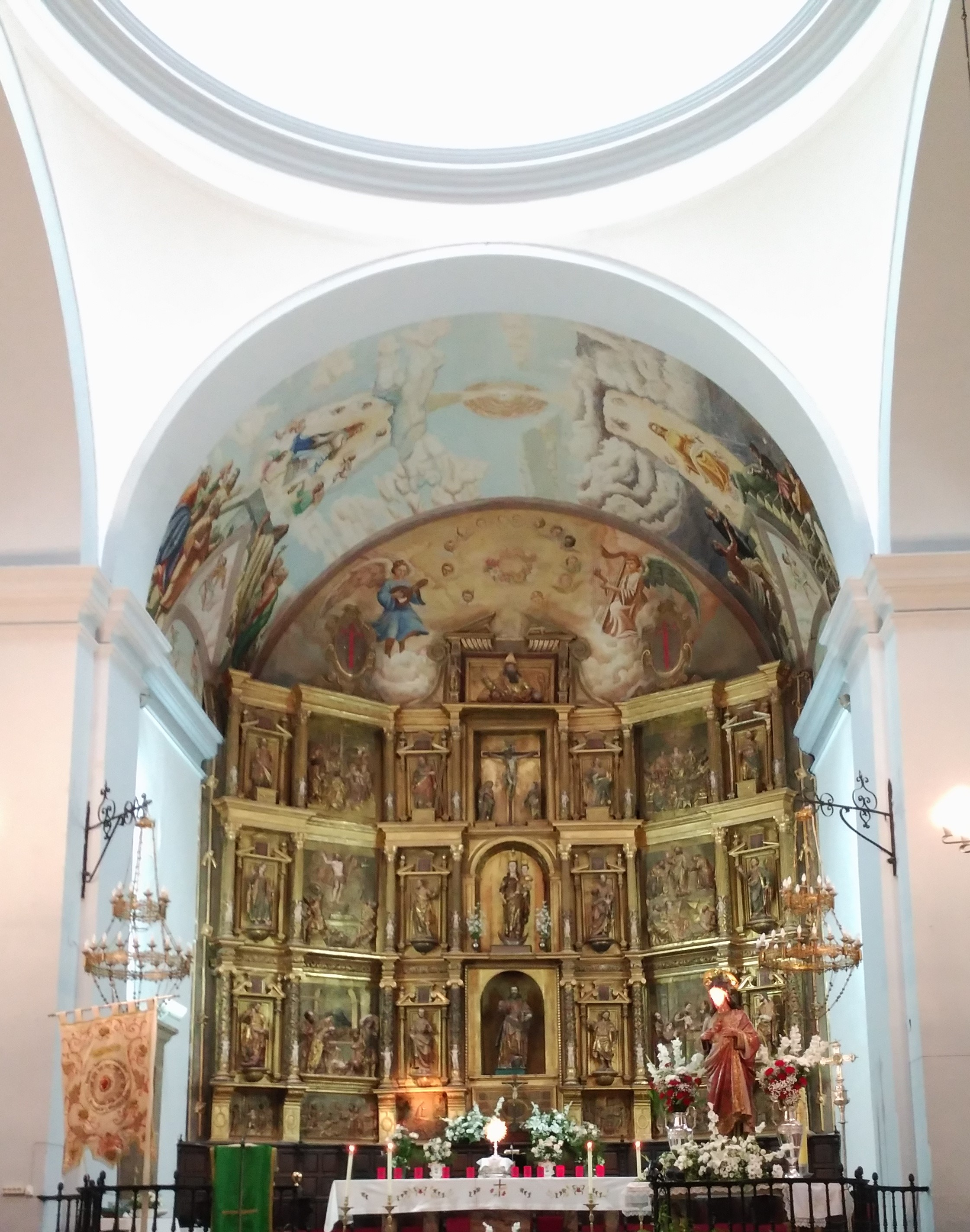
Altar Mayor. Retablo renacentista. Siglo XVI

- Inmaculada Concepción
- Virgen del Rosario
- San José
- Baptisterio